# منوعات هوليوود المسرحية 1929
منوعات هوليوود المسرحية 1929 (بالإنجليزية: The Hollywood Revue of 1929)‏ هو فيلم موسيقي كوميدي أصدرته مترو جولدن ماير في الولايات المتحدة سنة 1929.

## طاقم التمثيل
- جاك بيني
- جوان كراوفورد
- ماري دريسلر
- باستر كيتون
- ستان لوريل
- أوليفر هاردي
- ماريون ديفيز
- أنيتا بيج
- نورما شيرر
- كارل داين
- جورج آرثر
- جون جيلبرت
- لايونيل باريمور

### ترشيحات وجوائز
| السنة | الحدث  | الفئة     | النتيجة |
| ----- | ------ | --------- | ------- |
| 1929  | أوسكار | أفضل فيلم | ترشـيـح |

## الميزانية والإيرادات
بلغت تكلفة إنتاج الفيلم حوالي 426,000 دولار.

## وصلات خارجية
- منوعات هوليوود المسرحية 1929 على موقع IMDb (الإنجليزية)
- منوعات هوليوود المسرحية 1929 على موقع روتن توميتوز (الإنجليزية)
- منوعات هوليوود المسرحية 1929 على موقع قاعدة بيانات الأفلام العربية
- منوعات هوليوود المسرحية 1929 على موقع ألو سيني (الفرنسية)
- منوعات هوليوود المسرحية 1929 على موقع Turner Classic Movies (الإنجليزية)
- منوعات هوليوود المسرحية 1929 على موقع أول موفي (الإنجليزية)
- منوعات هوليوود المسرحية 1929 على موقع فيلمافينيتي (الإسبانية)
- منوعات هوليوود المسرحية 1929 على موقع قاعدة بيانات الأفلام السويدية (السويدية)
- منوعات هوليوود المسرحية 1929 على موقع قاعدة بيانات الفيلم (الإنجليزية)
- منوعات هوليوود المسرحية 1929 على موقع ليتربوكسد (الإنجليزية)